# 下限拓扑
數學上，下限拓撲是定義在實數集 {\displaystyle \mathbb {R} } 上的拓撲。其不同於 {\displaystyle \mathbb {R} } 上的標準拓撲（由開區間生成），且具有若干有趣的性質。其為全體半開區間 [a,b) 組成的基生成的拓撲，其中 a 和 b 取遍任意實數。
這樣得到的拓撲空間稱為Sorgenfrey直線（得名自 Robert Sorgenfrey）或箭頭，有時記為 {\displaystyle \mathbb {R} _{l}}. 與康托集和長直線類似，Sorgenfrey 直線也經常作為點集拓撲學中不少似是而非的命題的反例。
{\displaystyle \mathbb {R} _{l}} 與自身的積也是有用的反例，稱為Sorgenfrey平面。
類似地，可以定義 {\displaystyle \mathbb {R} } 上的上限拓撲，其性質與下限拓撲完全相同。

## 性質
- 下限拓撲比實數集的標準拓撲更精細（具有更多開集）。原因是每個開區間都可寫成半開區間的可數並，故在下限拓撲中也是開集。
- 對任意實數 {\displaystyle a} 和 {\displaystyle b}, 區間 {\displaystyle [a,b)} 都是 {\displaystyle \mathbb {R} _{l}} 的闭开集（既是开集，也是闭集）。而且，對任意實數 {\displaystyle a}, 集合 {\displaystyle \{x\in \mathbb {R} :x<a\}} 和 {\displaystyle \{x\in \mathbb {R} :x\geq a\}} 皆為閉開集。故 {\displaystyle \mathbb {R} _{l}} 為完全不连通空间。
- {\displaystyle \mathbb {R} _{l}} 的緊子集只能是可數集（允許是有限集）。要證明此結論，考慮非空緊集 {\displaystyle C\subseteq \mathbb {R} _{l}}.  取定 {\displaystyle x\in C}, 考慮 {\displaystyle C} 的開覆蓋：

{\displaystyle {\bigl \{}[x,+\infty ){\bigr \}}\cup {\Bigl \{}{\bigl (}-\infty ,x-{\tfrac {1}{n}}{\bigr )}\,{\Big |}\,n\in \mathbb {N} {\Bigr \}}.}
由於 {\displaystyle C} 為緊，此開覆蓋具有有限子覆蓋，故存在實數 {\displaystyle a(x)} 使得區間 {\displaystyle (a(x),x]} 不含 {\displaystyle C} 除 {\displaystyle x} 以外的點。這對任意 {\displaystyle x\in C} 為真。現選取有理數 {\displaystyle q(x)\in (a(x),x]\cap \mathbb {Q} }. 對不同的 {\displaystyle x\in C}, 區間 {\displaystyle (a(x),x]} 兩兩不交，故函數 {\displaystyle q:C\to \mathbb {Q} } 為單射，故 {\displaystyle C} 至多可數。
- 「下限拓撲」得名自以下性質：{\displaystyle \mathbb {R} _{l}} 中的序列（或網）{\displaystyle (x_{\alpha })} 收斂到 {\displaystyle L} 当且仅当其「從右接近 {\displaystyle L}」，即對任意的 {\displaystyle \epsilon >0} ，均存在下標 {\displaystyle \alpha _{0}} 使得 {\displaystyle \forall \alpha \geq \alpha _{0}:L\leq x_{\alpha }<L+\epsilon }. {\displaystyle \mathbb {R} _{l}} 因此可用於研究單側極限：對函數 {\displaystyle f:\mathbb {R} \to \mathbb {R} }, {\displaystyle f} 於 {\displaystyle x} 之右極限（假定陪域具有標準拓撲），等於定義域在下限拓撲下 {\displaystyle f} 於 {\displaystyle x} 之一般極限。
- 就分离公理而言， {\displaystyle \mathbb {R} _{l}} 是完美正规豪斯多夫空間（T6 空間）。
- 就可數性公理而言， {\displaystyle \mathbb {R} _{l}} 是第一可數空間和可分空间，但並非第二可數空間。
- 就緊緻性而言，{\displaystyle \mathbb {R} _{l}} 是林德勒夫空間和仿紧空间，但並非σ-緊空間（英语：σ-compact space），也不是局部紧空間。
- {\displaystyle \mathbb {R} _{l}} 不可度量化，因為可分的度量空間必為第二可數。然而，{\displaystyle \mathbb {R} _{l}} 的拓撲是由一個預度量給出。
- {\displaystyle \mathbb {R} _{l}} 是一個贝尔空间 [1]。